# Sentenac-d’Oust
Sentenac-d’Oust ist eine französische Gemeinde mit 105 Einwohnern (Stand 1. Januar 2022) im Département Ariège in der Region Okzitanien. Sie gehört zum Kanton Couserans Est und zum Arrondissement Saint-Girons. 

## Geographie
Sie grenzt im Nordwesten an Alos, im Nordosten an Soueix-Rogalle, im Südosten und im Süden an Seix und im Westen an Bethmale. Zur Gemeindegemarkung gehören neben der Hauptsiedlung auch die Weiler Arpos, Aubayech, Brune, Cézirols, Campagna, Laslane, Sarrat, La Serre, La Soumère und Les Majoulas. Eine örtliche Erhebung ist der Col de Catchaudégué auf 893 Metern über Meereshöhe.

## Bevölkerungsentwicklung
| Jahr      | 1962 | 1968 | 1975 | 1982 | 1990 | 1999 | 2008 | 2015 |
| --------- | ---- | ---- | ---- | ---- | ---- | ---- | ---- | ---- |
| Einwohner | 184  | 148  | 123  | 98   | 98   | 96   | 88   | 108  |